# Brithysana maura
Brithysana maura là một loài bướm đêm trong họ Noctuidae.